# 博多国際展示場
博多国際展示場（はかたこくさいてんじじょう・正式名称は、博多国際展示場&カンファレンスセンター）は福岡市博多区東光にある九州最大級の国際展示場、会議場、多目的ホールである。
2021年4月にオープンした。

## 交通アクセス

### 鉄道
- 博多駅（JR鹿児島本線・新幹線・博多南線・福岡市地下鉄空港線・七隈線）筑紫口から徒歩約13分。
- 福岡市交通局（地下鉄空港線）東比恵駅から徒歩約11分。

### バス
- 西鉄バス 東光二丁目バス停前下車。